# Porto Grande
Porto Grande est une municipalité du Sud-Est de l'État de l'Amapá créé en 1992. Sa population est de 13 962 habitants, pour une superficie de 4402 km2. Sa densité est de 3,17 hab/km2.
Elle fait limite avec Ferreira Gomes au Nord et au Nord-Est, Macapá au Sud-Est, Santana au Sud, Mazagão au Sud-Ouest et Pedra Branca do Amapari et Serra do Navio au Nord-Ouest. Elle fait partie de la microrégion de Macapá, dans la mésoregion du Sud de l'Amapá.